# 第8號當鋪
《第8號當鋪》，是改編自香港作家深雪的同名作品的电视剧，共分三部份，116集。本劇于2003年由映畫傳播製作，衛視中文台首播。由杜德伟、天心、李志希、江祖平、金沛晟、郑家榆、林韦君主演。故事劇情橫跨清朝末年-現代。

## 劇情概要
故事描述清末民初的商人之子韓諾（杜德偉飾）開心迎娶妻子呂韻音（鄭家榆飾），並育有一子韓磊，一日韓諾突然面臨魔鬼以兒子面貌出現，威脅韓諾要求其幫忙管理當鋪，不答應就傷害其家人，韓諾在無可奈何之下答應，開始了他為魔鬼做事的日子。偶然間他前往妓院春滿樓尋找適合的夥伴，遇到了曾經接受幫助的小乞丐陳精（天心飾），陳精因為過去生活悽慘，希望能翻身，看到韓諾以為找到救贖，在看到韓諾欲找芙蓉（江祖平飾）當夥伴，陳精一怒之下殺害芙蓉，不得已下韓諾將陳精帶離，開始了兩人長達百年的共事。而這間當鋪，第８號當鋪，接受任何典當物，不僅限於錢財，還包括你的器官、感情，甚至是你的靈魂……

## 人物列表
| 演員                | 角色                                                 | 人物關係                                                                         | 介紹 |
| 杜德偉 配音：郭如舜 | 韓諾 莫飛                                            | 第二代和四代八號當鋪老闆 韓諾另一半善良的靈魂                                    | 第一部、第三部 韓諾、韓記錢莊的少爺、被當鋪的主人黑影選中而成為第二代當鋪老闆，為了保住家人的安全而接管八號當鋪。擁有無盡的財富與長生不老的肉體，與助手阿精一起經營八號當鋪。為了讓妻子能得到幸福，以自己永生永世的愛情為典當品，但是卻換來妻子一世的等待。此後，他一度後悔接管八號當鋪，但是通過阿精的開導而重新面對，遇到料酒師Peter及他的好友孫卓。由韓諾調製，阿精命名的調酒“八號當鋪”也成為Pub中的招牌精品。當得知孫卓是自己的外曾孫女時，竭盡全力幫助她完成夢想，縱容孫卓在當鋪幫忙，卻引起阿精誤會。可是當誤會解開時，卻因為私自盜用孫卓的愛情而被黑影火焚；靈魂被一分為二後，邪惡部份變本加厲，發揮得淋漓盡致，成為邪惡的極致。 被天使釋放出來的，韓諾的另一半善良本性——莫飛，是一個從小在孤兒院長大的人，經營自己小小的“八號當鋪”，盡全力幫助別人。為了依依莫飛典當自己的靈魂換取依依一生的幸福，且能擺脫愛情輪迴宿命才能完全獲得自由不受命運和他人的主宰掌握自己的人生。高寒為了阿精，打破保管莫飛靈魂的瓶子，讓韓諾的靈魂完整，最後為了和阿精在一起，被黑影關在瓶子裡永遠無法離開。 |
| 天心                | 阿精、陳精                                           | 韓諾的當鋪助手                                                                   | 全劇 相貌醜陋且饑餓的小乞丐，因故鄉水患而離家流浪，因為長期飢餓，除了吃飽以外什麼都不在意，道德感低下，為了吃飽什麼事都做的出來。到省城時誤闖正在辦喜事的韓府，被韓諾收留成為韓府的丫頭。因貪心被拐騙到春滿樓而成為小雜役，受盡欺負被韓諾救出後成為韓諾的助手，韓諾幫其去除胎記變成美人，然而阿精骨子裡的壞性格還是讓韓諾頭痛。因其誤吸前朝狀元“韋若”的知識而變得學識淵博，韓諾將錯就錯，拐阿精當掉粗俗、粗魯、無賴、狡猾、膚淺、輕佻、虛偽、言而無信換取誤得的學識，但是韓諾卻忘記典當阿精的貪婪，使得阿精依然是個購物狂，還有極佳的大胃口。與韓諾共事百年的阿精漸漸愛上韓諾，當孫卓出現時，誤會韓諾會同時愛上自己和孫卓，決定替代韓諾，掌管當鋪，誤會解開後，自願與韓諾被火焚。由於為愛而犧牲的精神感動天使，被老白所救，正式成為天使陣營的一員，對抗八號當鋪的新一任老闆——高寒。最後為了與韓諾在一起，被黑影關在瓶子裡，永遠無法離開。 |
| 金沛晟 配音：于正昌 | 高寒                                                 | 第二以及第三部 高峰與Amy的兒子，第三代當鋪老闆，第四代當鋪助理                   | 黑影奪走襁褓中的高寒使他成為黑暗之子，並在他身上加了愛情詛咒以便控制高寒生生世世順從黑影效忠第八號當鋪，比韓諾更冷酷無情，不過交易手段不如韓諾與阿精。會到各地駐點，尋找適合的靈魂前往8號當舖交易，住院想尋找適合的靈魂時認識護士鍾曉潔，對曉潔逐漸敞開心房，兩人聊天時曉潔跟他談起家庭，讓高寒想知道他的父母為何要拋棄他，因而私下釋放高峰和Amy的靈魂，黑影發現後為了處罰高寒將高峰和Amy的靈魂分開永世不得再一起，並將高寒貶為韓諾的助理。邪惡的韓諾威脅高寒，必須服從否則高寒的父母和曉潔的靈魂立即灰飛湮滅永不得超生。在長期與阿精劍拔弩張的過程中漸漸喜欢阿精。為了還給阿精一個完整的韓諾打破保管莫飛靈魂的瓶子，將莫飛的靈魂推進韓諾的軀體合二為一，最後被黑影火焚。 |
| 李志希              | 白神父、老白、白天使、白老师、白医生、白約翰（John） | 神父、心理醫生、孤兒院老師的身份出現                                             | 全集 從清末開始就以神父的身份與韓諾作對，到了現代以各種身份出現在韓諾與阿精面前拯救每個被第八號當舖看上的靈魂，目的是消滅第八號當舖。在阿精因為韓諾失魂落魄時化成白約翰守在阿精身邊，長期相處下感受到阿精的心性並不惡，在救出阿精時把阿精和韓諾愛的記憶給收走。 |
| 鄭家榆              | 呂韻音 林依逢                                        | 韓諾之妻 轉世後的韻音                                                            | 第一部 韓諾之妻，士大夫門第，其父為朝廷駐外官員，信奉天主。與韓諾結婚後不久丈夫就失蹤了。公婆去世後，帶著兒子到上海尋找丈夫。拒絕趙文翰醫生近十年的追求，後又拒絕銀行經理幾十年的等待。在臨死前，韓諾重新出現在她的面前。 第三部 呂韻音的轉世，化妝師兼造型設計--依依。在得知子強到八號當鋪典當姊弟親情換取健康之後也到當鋪典當自己一生的幸福贖回姊弟親情。 |
| 周華健              | 當鋪老闆                                             | 第一代當鋪老闆（明朝年間）                                                       | 第1集 為使妻子恢復記憶而竊取當品，遭到火焚。 |
| 田麗                | 蘭婷                                                 | 當鋪老闆的妻子                                                                   | 第1集 被黑暗奪取當品而死。 |
| 陶傳正              | 韓父                                                 | 韓諾之父                                                                         | 韓記錢莊的老闆，辭世前將家業交給韻音。 |
| 張琴                | 韓母                                                 | 韓諾之母                                                                         | 因韓諾失蹤而悲傷過度，辭世。 |
| 王欣逸              | 韓磊、小磊（幼年/童年/少年/青年/中年）               | 韓諾與韻音之子                                                                   | 第2集 |
| 張瑞珈              | 磊妻                                                 | 韓磊的妻子                                                                       | 第8集。 |
| 沈孟生              | 陳大偉 譚永仁                                        | 韻音的表姐夫 仁風醫院院長                                                        | 第一部 韻音的表姐夫，生意失敗，為了換五千大洋，讓妻子和女兒過的安穩，第一次典當了懷錶；第二次典當了美好的記憶換取三萬大洋的周轉費，最後生意是在白神父的幫助下成功解決的，但是遭遇火災，第三次來到當鋪，典當理智，讓妻女衣食無憂；十五年後，見到淪為乞丐的大偉，諾決定用大偉未出世的弱智外孫的靈魂換回大偉的理智，讓大偉的人生重新有意義。 第二部 獨生子嘉銘得血癌，為了救兒子的命到八號當鋪典當陽壽換取骨髓配對成功。 |
| 高子芳              | 金桂                                                 | 韻音在上海的表姐                                                                 | 第4集 |
| 王仕颖              | 如娟（童年/青年）                                    | 金桂的女兒                                                                       | 第一部 |
| 勾峰                | 楊大爺                                               |                                                                                  | 第1集 明清年間，為救家業典當了右眼以及兒子小康的腦子。 |
| 陳顥偉              | 杨小康                                               | 楊大爺之子                                                                       | 第1集 因父親經商失敗需要用錢，被父親典當腦換取無窮的金錢。 |
| 乾德門              | 韓通 福伯                                            | 韓府管家 殷家管家                                                                | 第一部、提議收留小乞丐阿精 第二部(第65集至74集)。典當僅存的陽壽換取股權讓渡書並希望能見世超最後一面。 |
| 江祖平              | 趙梁吟 芙蓉 Amy                                      | 宋朝時趙梁吟被高峰所愛；轉世到清年間為春滿樓的姑娘；轉世到現代，她則成為酒店小姐 | 第一部 春滿樓的姑娘，因被阿精誤會而錯手殺死，芙蓉前世為宋朝名妓趙梁吟，因為受到詛咒而生生世世輪回為妓，並在二十九歲死於非命；轉世到現代，她則成為酒店小姐。養了孫卓的經紀人李平三年，當李平成功時卻拋棄了她，還讓她演戲幫李平騙孫卓。當高峰重返人間時，與高峰再次相愛，得知高峰為了自己，重新典當靈魂，Amy也決定典當自己的靈魂，換取未出世的兒子無憂的成長。最後被黑影奪取兒子，靈魂被黑影收走。 |
| 庹宗華              | 高峰                                                 | 宋朝時愛上趙梁吟                                                                 | 第一部、第22集至第27集 因為誤會梁吟而典當自己的靈魂詛咒趙梁吟，到了現代靈魂陰錯陽差被阿精釋放。當高峰重返人間時與Amy再次相愛，得知自己誤會粱吟時在Amy29歲生日之前再次到八號當鋪典當自己的靈魂以解除梁吟生生世世都活不過29的不幸輪迴的詛咒。 |
| 景心潔              | 蘭花                                                 | 春滿樓的姑娘                                                                     | 常常欺負身為雜役的阿精，後被阿精教訓了一頓。 |
| 陳幼芳              | 滿姨                                                 | 春滿樓的老鴇                                                                     | 常常欺負身為雜役的阿精，後被阿精教訓了一頓。 |
| 李動奇              | 小豆子                                               | 春滿樓的小廝                                                                     | 常常欺負身為雜役的阿精，後被阿精教訓了一頓。 |
| 陳立芹              | 阿雪                                                 | 春滿樓的姑娘                                                                     | 第3集 不願接客，後由芙蓉替其贖身。 |
|                     | 錢夫人                                               |                                                                                  | 第4集 用自己的健康換丈夫的健康。 |
|                     | 武大爺                                               |                                                                                  | 第4集 用一隻眼睛，換取一生的威望；韓諾本想因此生意嚇退阿精，但阿精卻未被嚇退，讓韓諾覺得這個助手也不差，雖然當時仍不喜歡。 |
| 孫興                | 林賢堂                                               | 電腦工程師，電腦天才                                                             | 第一部 研究電腦記憶程式。為了挽回妻子，他進入第8號當鋪，以對電腦的天才智慧換取瞭解妻子的能力，後卻發現妻子的“不滿足”，並且被公司停薪留職。用自己的聽覺換回當品，卻因未聽到車輛經過的鳴笛而被車撞，滿是傷痕地倒在妻子身旁。 |
| 林美貞              | 蘇 婷                                                | 林賢堂的妻子                                                                     | 第一部 浪漫的她卻嫁給一個不懂生活情趣的且專注于工作的丈夫，老公忙碌到忽略她已經懷孕。落寞的她，被要接近她的阿精潑了一桶水，阿精借此賠償蘇婷的衣服，卻被蘇婷說出“喜歡你的老闆”韓諾的事實。丈夫忘記了結婚三周年紀念日，讓她十分氣憤。當老公試著去理解她了，有了不滿足的心理，想要改變老公，老公憤怒下提出離婚。當她再次想挽留婚姻時，丈夫卻手捧百合花，倒在她身旁。 |
| 狄志                | 阿良                                                 | 林賢堂的助手                                                                     | |
| 林韋君              | 孫 卓                                                | 韓磊的外孙女                                                                     | 從小住在育幼院，跟溫馨、Peter是要好的朋友。喜歡唱歌，但一直相當不順遂。為了換取功成名就而到第八號當舖，韓諾看了他的典當品大驚失色，在孫卓的央求下韓諾決定讓他典當愛情，之後開始成名，成為新一代歌壇天后。因韓諾屢次幫忙，慢慢愛上韓諾，以为韩诺把爱情还给她了，甚至想取代阿精得到助手的位置，然而發現無法像阿精一樣作假帳。因频繁入铺典当得了腦瘤，臨死才知道自己是韓諾的外曾孫女，两人之间其实是亲情。 |
| 王建隆              | Peter                                                | Pub上班的Bartender                                                               | 第一部與孫卓、溫馨都是從小一起在育幼院長大，三人情同手足。長大後離開育幼院，在Pub擔任酒保，也因此認識喜歡品酒的韓諾，更成為韓諾在人世間唯一的好朋友。一廂情願地喜歡孫卓，無條件的付出，是心靈純淨的連韓諾也無法透視的人。孫卓死後，他用孫卓的遺產成立教育基金。 |
| 柳翰雅              | 溫 馨                                                | 孫卓的好友                                                                       | 從小和孫卓一起在育幼院長大，情同姊妹。是知名設計師劉至芳的親生女兒，但因劉至芳為了要有出國的機會典當親情而被送到育幼院。有設計天份，典當自己的天份換取母親的親情。 |
| 許育菱              | 童年溫馨                                             |                                                                                  | 母親為了換取出國深造的資金而典當了親情，失去了母愛。 |
| 劉雪華              | 劉至芳                                               | 溫馨的母親。                                                                     | 國內知名的服裝設計師，為了成就多次進出第8號當鋪，換取事業的高峰。第一次典當味覺，第二次典當親情拋棄溫馨。在知道溫馨用設計天份換取他的親情後第三次用眼睛交換女兒溫馨的天份。 |
| 李李仁              | 楊文漢                                               | 深愛孫卓的人                                                                     | 感染科醫生，一開始不認識孫卓，後來愛上她願意為他典當靈魂。最後因孙卓请求，被韓諾收走有關孫卓的記憶。 |
| 蔡燦得              | 楊文珊                                               | 文漢的妹妹                                                                       | 對各種怪力亂神非常有興趣，常受到哥哥楊文漢的責備，兄妹關係一度相當差。寫論文到古董店拜訪，從古董店老闆手中拿到一把可以開通各界之門的鑰匙而誤闖第八號當鋪。 |
| 楊潔玫              | 孤兒院院長                                           |                                                                                  | |
| 劉至翰              | 李平                                                 | 孫卓的唱片製作人，原為Amy的男友。                                                | 對孫卓有意，不惜甩掉奧援他多時的Amy，還要Amy陪他演戲讓孫卓相信他們已經分手。因為江郎才盡，讓孫卓不想再跟李平續約。为換取源源不絕的創作靈感进入当铺，韩诺告知他原本可以活98岁，取他10年寿命交换。他最終因为一直想记录脑海中不断冒出的旋律而住進精神病院。 |
| 胡凱欣              | 小青                                                 | 酒店公關                                                                         | Amy在酒店的好姊妹，兩人無話不談。 |
| 羅凱倫              | 記者                                                 | 想跟拍李平的記者                                                                 | 原本只是單純想跟拍李平，卻無意間拍到李平殺害Amy的過程，想用照片敲詐李平，李平为此与当铺交易，结果兩人談判時记者無意被栗子噎死。 |
| 劉越逖              | 老趙                                                 | 古董店老闆                                                                       | 曾經拿祖傳金剛經到第八號當鋪做交易，但在交易一半時卻臨時改變主意而傷到韓諾的腳。 |
| 韓琳                | 小莉                                                 | 孫卓的助理                                                                       | |
| 高麗紅              | 華姐                                                 | 孫卓的管家                                                                       | |
| 吳辰君              | 安琪                                                 | 當鋪老闆高寒的助手                                                               | 得到黃任的遺書欲使高寒典當成為公司副理不成，因其野心受黑影欣賞並接受遺書當物，故取得副理之職位並續而成為當鋪助理。愧疚於惠欣偷取當鋪裏的典當物健康給予惠欣，雖然高寒取回典當物安琪仍被黑影處死。 |
| 陳志朋              | 劉曉鵬                                               | 帝國廣告創意部總監                                                               | 第一次典當友情換取市場洞悉力，第二次典當靈魂換取功成名就。 |
| 王道                | 黃任                                                 | 帝國廣告公司業務經理                                                             | 第一次典當家庭關係換取永遠的業務能力，第二次典當永遠的業務能力和接受勇氣的挑戰換取三千萬。 |
| 沈世朋              | 李文治                                               | 帝國廣告創意部總監助理                                                           | 很愛妻子芳如，但受到高寒設計而漸漸自我膨脹。 |
| 王俐人              | 林芳如                                               | 文治之妻                                                                         | 文治的大學同學，兩人畢業後不久就不顧父母反對結婚 |
| 張復建              | 侯雷                                                 | 刑事局組長也是綁匪老大                                                           | 典當一切警界所學換取十年前萬商事務所詐欺案的證據，勒索張律川十億元做為出國跑路的費用，不幸被柯德開槍殺害最後被阿精救活去自首。 |
| 大炳                | 蕭聲先                                               | 江湖術士                                                                         | 典當笑容換取三個人算命的能力，為了救Alina被柯德殺死。 |
| 小炳                | 蕭聲先幼年                                           | 江湖術士                                                                         | 蕭聲先回憶童年時。 |
| 錢韋杉              | Alina                                                | 命理節目主持人                                                                   | 是理光集團總裁張律川的女兒張雅芳，被歹徒綁架。 |
| 洪其德              | 陳永堂                                               | 綁匪之一                                                                         | 綁匪逃命時被高寒轉換身份成為柯德。第一次典當愛情換取十個新指紋，第二次典當義氣換取殺人的勇氣而殺害侯雷，最後被繩之以法。 |
| 范鴻軒              | 張律川                                               | 理光集團總裁                                                                     | Alina的父親，十年前萬商事務所詐欺案的主謀。 |
| 劉尚謙              | 齊老大                                               | 周志康的老大                                                                     | 當年追殺志康全家打死志康父母親。 |
| 林煒                | 周志康                                               | 齊老大手下的角頭                                                                 | 第一次典當13歲以前美好的童年回憶換取弟弟志祥美好的未來，第二次典當靈魂換取志祥康復還要親手殺死殺父仇人並希望高寒還給他童年美好的回憶。 |
| 汪東城              | 劉育哲 林子強                                        | 周志康的手下 林依逢的弟弟                                                        | 第52~54 育哲剛從感化院出來在一次收樓事件中誤殺勝哥的外甥阿國被齊老大打死。 100~116集 是學校的游泳校隊，卻得到家族性的遺傳疾病肌肉萎縮症。在備受折磨和極度絕望之時到八號當鋪用姊弟親情換取自己的健康，恢復健康後的子強是個揮霍無度的敗家子。 |
| 楊雄                | 黃天勝                                               | 黑社會老大之一勝哥                                                               | 第一次典當車子救自己一命，第二次典當愛情換取獨佔開發案的機會，第三次典當靈魂。 |
| 郭世倫              | 姚家華                                               | 姚氏企業老闆的少東                                                               | 17歲因吸毒進少年感化院而遇到阿精，曾暗戀阿精。 |
| 莊心輔\|阿偉        | 勝哥手下                                             | 逃亡期間綁架海澐勒索志康威脅齊老大最後被齊老大殺死。                             | |
| 邱薰淇              | Joyce                                                | Blue Cafe店長                                                                    | 海澐的好朋友 |
| 李婷宜              | 谷海澐                                               | Blue Cafe老闆娘                                                                  | 法官的女兒。喜歡志康而被阿偉綁架，原是唐仲祥未婚妻，後來喜歡上志康，最後回到畫中的故鄉永遠的等待志康。 |
| 段鈞豪              | 唐仲祥                                               | 周志康的弟弟、海澐的未婚夫，檢察官                                               | 是個個性激進自傲急功近利不講情面，但不接受賄賂的檢察官。因海澐喜歡志康而處處和齊老大做對，最後被志康打傷成為植物人，因志康典當靈魂而康復。 |
| 施文彬              | 余偉中                                               | 安琪的青梅竹馬                                                                   | 花農出生，典當綠手指只為了和安琪見面，並成為安琪的心上人，然而安琪對他毫無興趣。高寒設下圈套要偉中參加台北縣縣議員參選並暗中賄選而被約談。安琪被黑影處死之後高寒為了安琪取走偉中對安琪的所有記憶。 |
| 許紹洋              | 殷世超                                               | 凱達飯店少東                                                                     | 外在是花花公子，內心卻是溫柔內斂的男人。網路上暱稱為「零下10度C」，在尋覓真愛的過程中遇見阿精、李佩珊，最後與余惠欣結婚修成正果。 |
| 麗鳳                | 余惠欣                                               | 偉中的妹妹、花店老闆                                                             | 暢銷小說幸運草的作者魚向裳。安琪離開偉中時惠欣為了阻止偉中追安琪而被車撞從此坐輪椅。網路上暱稱為「45度向上傾斜~」，與殷世超在網路上相遇，但卻極度缺乏自信。因車禍時腦部血塊壓迫延腦導致全身癱瘓必須開刀，手術成功後與殷世超結婚修成正果。 |
| 簡沛恩              | 林淑君                                               | 花店夥計、喜歡偉中                                                               | 惠欣的好友兼夥伴，是惠欣生活中不可或缺的左右手。 |
| 李亮瑾              | 世超女友                                             |                                                                                  | |
| 乾德門              | 福伯                                                 | 世超管家                                                                         | 前世為韓家總管韓通，資助了阿精讓阿精心存感恩。 |
| 向麗雯              | 李佩珊                                               | 保險業務員                                                                       | 家境原本富裕，從小沒吃過一點苦。不幸在赴美留學時，父親公司遭人併吞，繼母侵佔剩餘家產後揚長而去。一心只想嫁入豪門第一次到第八號當鋪典當誠實換取和富豪接觸的機會，第二次典當善良換取當上飯店老闆的機會。借機進入世超辦公室偷取公司印鑑私自簽下飯店股權讓渡書成為凱達飯店董事長，與福伯在搶奪股權讓渡書的過程中失手殺死福伯，但最後拒絕八號當鋪以靈魂換取免坐牢的誘惑，並聽從阿精的建議向警方自首。 |
| 黃仲崑              | 林冠華                                               | 榮華園的少東                                                                     | 繼承父親打拼一輩子的餐飲連鎖店“榮華園”本店及五家分店。餐廳經營不善負債累累，冠華到當鋪典當責任換取一千萬。 |
| 劉玉婷              | 葉明芳                                               | 林冠華之妻                                                                       | 因為女兒住院所以到八號當舖想典當壽命結果女兒甦醒買賣沒有成功。 |
| 張瑠瓊              | 林母                                                 | 林冠華之母                                                                       | 希望冠華能成為一個有責任感的人而用健康和當鋪交換成為失智老人。 |
| 金多惠              | 林昱玲                                               | 冠華和明芳之女                                                                   | 高寒的乾女兒。 |
| 翁家明              | 易天臨                                               | 榮華園主廚                                                                       | 對明芳一往情深，因長年酗酒導致輕微中風為了能有健康的身體和做菜的手用生育能力和當鋪做交換。 |
| 林韋伶              | 高珍珍                                               | 冠華的女朋友                                                                     | 母親為了聘金逼她嫁人所以將‘父母親情’送入第八號當鋪典當，換得每個月20萬的收入且不愁吃穿的日子。在榮華園認識冠華二人並產生情愫，為了鞏固自己在林家的地位再次進當鋪典當味覺。 |
| 陳瓊美              | 珍母                                                 | 高珍珍之母                                                                       | 是個用金錢來衡量親情和愛情的人。 |
| 秋乃華              | 劉秀玉                                               | 債權人                                                                           | 將榮華園的債權賣給高寒，也因兒子的債務到八號當鋪典當和榮華園三十年的交情從此和榮華園恩斷義絕。 |
| 方茂煜              | 豬肉蔡                                               | 債權人                                                                           | 將榮華園的債權賣給高寒。 |
| 楊遠輝              | 陳明川                                               | 廚師                                                                             | 曾在五星級大飯店工作因自尊心太強被解雇，到當鋪典當尊嚴換取創造事業的第二春。 |
| 林立洋              | 莊文彬                                               | 仁風醫院外科醫生                                                                 | 對阿精這位剛到醫院報到的住院醫生，有強烈的好感。在林世雄當院長時因理念不同而離職，可是在譚院長病逝之後應譚董事長邀約回到仁風醫院主導院內事宜暫代副院長的職務。 |
| 張宇豪              | 譚嘉銘                                               | 永仁與惠芬的獨生子                                                               | 得血癌且長期住院導致脾氣不佳，得到爸爸和媽媽到當鋪典當而存活。 |
| 孟庭麗              | 林蕙芬                                               | 仁風醫院院長夫人                                                                 | 在嘉銘得到感染時到八號當鋪典當自己的壽命換取嘉銘的健康。 |
| 黃建群              | 林世雄                                               | 仁風醫院副院長，也是院長夫人的弟弟                                               | 想得到院長的位子到八號當鋪典當良心。因涉及不法私自挪用公款被免除院長職務，且積欠大筆賭債最後橫屍暗巷。 |
| 溫翠蘋              | 林立雯                                               | 28歲的愛滋媽媽，在學校當老師                                                     | 生產時因子宮破裂大量出血而死亡，但嬰兒卻保住且成陰性反應表示沒有感染愛滋病但必須繼續追蹤兩年。 |
| 于冠華              | 楊佑傑                                               | 立雯的丈夫                                                                       | |
| 夏雨喬              | 鐘曉潔                                               | 永仁和心珮之女，仁風醫院護士                                                     | 性格善良沒心機，吸引了住院的高寒，與高寒漸生情愫，也打開高寒的心房。因打錯針而被董事長開除，經過調查發現是標籤誤植而復職。當曉潔知道高寒是黑暗之子，到八號當鋪想用靈魂換取高寒的自由但黑影不同意，最後曉潔用靈魂解除高寒的愛情詛咒，而黑影也答應不會親手殺死高寒。在高寒私自縱放父母的靈魂時靈魂同時被黑影收走。 |
| 胡佩蓮              | 鐘心如                                               | 曉潔生母的妹妹                                                                   | 代替姊姊照顧小潔長大成人。 |
| 楊淇                | 護士長                                               |                                                                                  | |
| 王嘉惠              | 婉 婷                                                | 仁風醫院護士                                                                     | |
| 周姮吟              | 護士甲                                               | 仁風醫院護士                                                                     | |
| 葉華                | 護士乙                                               | 仁風醫院護士                                                                     | |
| 丁寧                | 藍 心                                                | 小說家                                                                           | 遇到瓶頸不能創作小說，第一次典當金筆換取靈感源源不絕的生花妙筆可用三天。第二次典當感官功能嗅覺換取文思湧現。 |
| 張瓊姿\|劉太太      | 劉漢良之妻                                           | 先生是個植物人長期躺在病床上，妻子典當自己十年陽壽換取先生的甦醒。               | |
|                     | 邱媽媽                                               | 邱安杰之母                                                                       | 因打錯針而導致腦部缺氧昏迷不醒，用生育能力換取兒子的健康。不過高寒有附帶條件一、不准傳揚醫院的醫療疏失二、不准向醫院的醫療人員索賠。 |
| 葛蕾                | 素蘭姐                                               | 莫飛的房東及好友                                                                 | 第三部 水果攤老板娘，是莫飛的良师益友。 |
| 李傑聖              | 鄭 揚                                                | 依依攝影工作室的攝影師                                                           | 第三部 喜歡依依，因此把莫飛視為敵人。在依依典当了幸福之后向依依求婚。 |
| 柯以柔              | 小 孟                                                | 大學生，在依依的工作室打工                                                       | 第三部 喜歡子強。在子強患有肌肉萎缩症間給予鼓勵打氣和照顧，不顾自己的父母反对，依然决定要和子强恋爱，并成为其女友。后因子强到当铺典当亲情，性情大变而提出分手。最后在依依到当铺典当回子强的姐弟情而同子强复合。 |

## 電視原声带
| 曲序 | 曲目                                   | 演唱   |
| ---- | -------------------------------------- | ------ |
| 1.   | 人間旅程                               |        |
| 2.   | 原来我Love You So Much                 |        |
| 3.   | La Vie En Rose                         |        |
| 4.   | You’re My Everything                   | 杜德伟 |
| 5.   | Hymne A L’Amour                        |        |
| 6.   | 黑色契约                               | 杜德伟 |
| 7.   | 原来我Love You So Much                 |        |
| 8.   | 放一颗心                               | 杜德伟 |
| 9.   | Nothing’s Gonna Change My Love For You | 杜德伟 |
| 10.  | The One You Love                       | 杜德伟 |
| 11.  | Superstar                              | 杜德伟 |
| 12.  | 惜别                                   | 林韦君 |
| 13.  | 阿精                                   |        |
| 14.  | 两生花                                 | 林韦君 |
| 15.  | 天使                                   |        |
| 16.  | 魔鬼                                   |        |
| 17.  | 韩诺                                   |        |
| 18.  | 第8號當鋪之人間旅程                    |        |

## 電視劇歌曲
第一部
- 片头曲《黑色契约》[1]
  - 作詞：黃俊郎
  - 作曲：Jay Chan
  - 演唱：杜德伟

- 片尾曲《原来我Love You So Much》[2]
  - 作詞：娃娃
  - 作曲：陳飛午
  - 演唱：杜德伟

第二部
- 片尾曲《而我知道》 
  - 作詞：阿信
  - 作曲：阿信
  - 演唱：五月天

## 名言
- 神秘流傳於千古，存於空間第四度，八號當舖不歸路，只有典進不能贖...

- 我愿典当我生生世世的爱情，换取你一生一世的幸福！

- 如果典当我的爱情，换来的只是你一生的等待，值得吗？

- 八号当铺，只有典進，没有赎出，谁也不例外。

- 愛情，不是婚姻的全部，只是開啟婚姻大門的一把鑰匙；婚姻除了愛情之外，還有信任、了解、依賴、關懷以及無限的犧牲奉獻...

- 历史是包袱，过往是累赘。

- 你就是我的天堂；你就是我的幸福。

- 欲望满足的瞬间，即是偿还的时刻。

- 死亡不代表結束，輪迴不代表救贖。

## DVD
衛視於2004年發行本劇的DVD，當中只有第1部（1～38集）完整收錄。但第2～3部（39～116集）並沒有完整收錄，衛視精選其中20集，包括第2部的部分集數（第39、87集）和第3部全集（99-116集），將之合併並局部刪減，濃縮成只有18集並命名為「第8號當鋪後傳」，第40～86及88～99集則完全被刪除，因而造成劇情前後嚴重不連貫。完整版只有在台灣播出過，台灣以外播出的版本與DVD版相同。至於衛視為何會在發行DVD及海外播出時使用濃縮版則原因不明。後來DVD再度發行時，仍然是濃縮版，不論台灣版或海外版皆同，衛視至今依然沒有出過完整版的DVD。

## 劇情爭議
台灣影迷不滿衛視為延續收視率而搶拍自編的第2部，使劇情與原著不符，破壞原著對結局的安排與寓意，在第2部上映前便在相關討論版上串聯並寫信向電視台抗議，影迷也寫信給作者深雪表達衛視擅自改編的不滿，最後深雪出面向衛視傳達不建議改變原著結局設定，但衛視仍繼續相關的上映工作，使得忠誠影迷甚為不滿，只願意支持第1部男女主角有出現的劇情，因而流失部分影迷，致使第2部的收視率也不如第1部。

## 書籍
- 出版日期：2002年，《第8號當舖》，出版社：皇冠，作者： 深雪，ISBN 9573318849。

## 外部連結
- 豆瓣电影上《第8號當鋪》的資料 （简体中文）
- 豆瓣读书上《第8號當舖》的資料 （简体中文）

## 作品的變遷
| 臺灣 衛視中文台 每週一至五 20:00~21:00 | 臺灣 衛視中文台 每週一至五 20:00~21:00 | 臺灣 衛視中文台 每週一至五 20:00~21:00 |
| -------------------------------------- | -------------------------------------- | -------------------------------------- |
|                                        | 第8號當舖 （2003年月日－年月日）       |                                        |
| —                                      | —                                      |                                        |